# Elexenbach
Elex Bach är ett vattendrag i Österrike.   Det ligger i förbundslandet Niederösterreich, i den nordöstra delen av landet, 120 km nordväst om huvudstaden Wien.
I omgivningarna runt Elex Bach växer i huvudsak blandskog. Runt Elex Bach är det ganska glesbefolkat, med 48 invånare per kvadratkilometer.